# Change my life
Change my life（チェンジ・マイ・ライフ）は高岡亜衣の10枚目のシングル。

## 概要
- 前作より約半年ぶりのリリースとなった。高岡曰く、「3枚目のアルバム『fiction』ではストーリー性、ドラマ性をコンセプトにしたが、出来上がったらそういう作り方に満足した」「サウンドもよりシンプルにギターも聴かせるよりグルーヴの中で生きている感じだけど、次はサーフサウンドにしたいとスタッフに言った」とのこと[1]。
- カップリング「The day of days」は、ウェディング・ソングを主体としたバラード[1]。

## 収録曲
全作詞・作曲:高岡亜衣、編曲:岩倉さとし
1. Change my life
2. The day of days
3. Change my life (inst.)